# Microtubulus

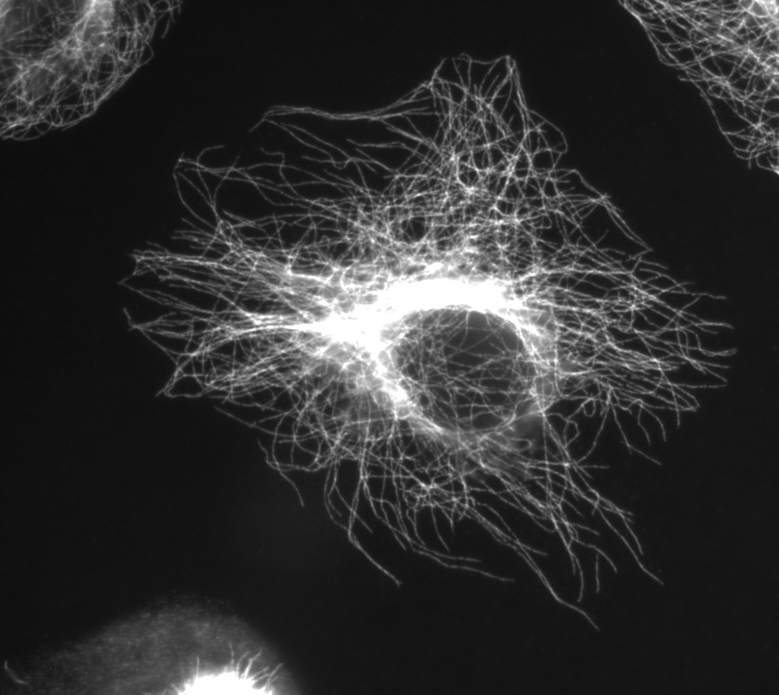
microtubuli in een gefixeerde cel

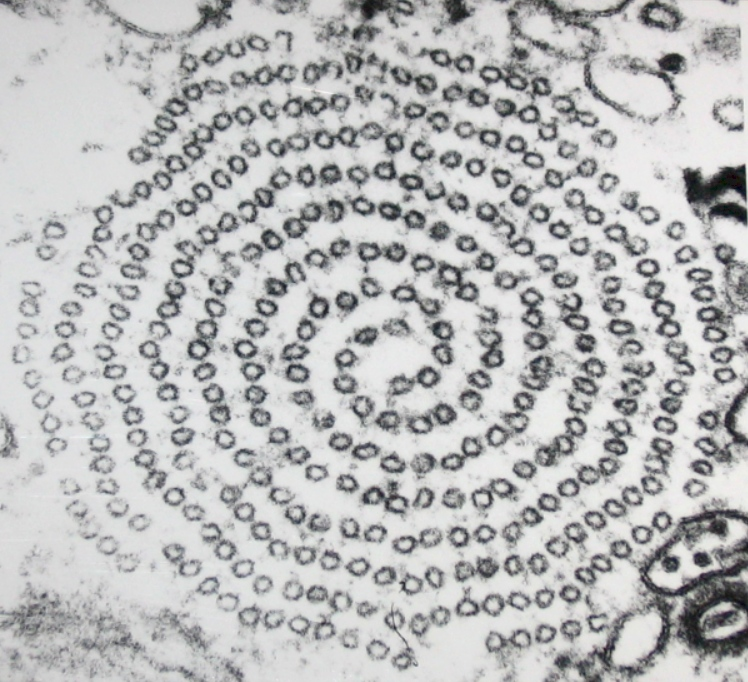
spiraalvormig gerangschikte microtubuli in een schijnvoet van een amoebe 65000 maal vergroot

Microtubuli (enkelvoud -tubulus) zijn buisvormige eiwitstructuren die in alle eukaryote cellen gevonden worden. Ze hebben een diameter van ongeveer 25 nm en een variërende lengte, van enkele micrometers tot mogelijk millimeters in axonen van zenuwcellen.

## Structuur
Microtubuli worden opgebouwd uit het eiwit tubuline. Naast de twee soorten tubuline, alfa- en bèta-tubuline, zijn er nog vijf andere typen; alfa- en bèta-tubuline vormen samen een zogenaamde heterodimeer (met een lengte van ca. 8 nm). Deze heterodimeren kunnen op hun beurt weer aan andere tubulineheterodimeren binden (de alfa-tubulinehelft van de dimeer bindt aan de bèta-tubulinehelft van de andere dimeer).
Op deze manier ontstaan ketens (polymeren) van tubuline. Deze ketens worden protofilamenten genoemd en deze zijn zelf niet erg stabiel. Op het moment dat korte protofilamenten (meestal 13) samen een buisje vormen ontstaat een veel stevigere structuur, de microtubulus.
Onder speciale omstandigheden hechten de tubulinemoleculen zich aan het eind van de microtubuli, waardoor deze langer worden (polymerisatie). Als ze vastzitten wordt direct daarna GTP tot GDP gehydroliseerd, waardoor er aan het groei-eind (plus-eind) een GTP-kap ontstaat. Het omgekeerde proces, depolymerisatie, vindt aan het andere eind (min-eind) van de microtubuli plaats, waardoor deze daar krimpen. Beide processen (poly- en depolymerisatie) vinden in de cel tegelijkertijd plaats.

## Dynamica van microtubuli
Aan het ene uiteinde van de microtubulus zit alfa-tubuline, dit wordt het min-einde genoemd.
Aan het andere uiteinde van de microtubulus zit bèta-tubuline, dit wordt het plus-eind genoemd.
Het verschil tussen deze twee uiteinden is groter dan je zou verwachten. Polymerisatie (groei) vindt voornamelijk plaats aan het plus-einde. De polymerisatiesnelheid is daar ongeveer 100 keer hoger dan aan het min-einde. Aan het min-einde vindt vooral depolymerisatie (krimp) plaats.
Microtubuli zijn vaak met hun min-einde verankerd in een bepaald organel dat het centrosoom genoemd wordt. De meeste microtubuli groeien vanuit het centrosoom richting de celmembraan.

## Functie
Microtubuli maken deel uit van het cytoskelet, oftewel het "geraamte" van de cel. Naast ondersteuning van de structuur, zijn microtubuli van essentieel belang bij de celdeling (o.a. scheiding van de chromosomen). Ook zijn ze van groot belang bij celmigratie en intracellulair transport. Het polymeriseren en depolymeriseren van microtubuli in hun component tubuline is één manier waarop cellen hun vorm kunnen veranderen. Een opmerkelijke structuur waarbij microtubuli betrokken zijn is de spoelfiguur die wordt gebruikt om hun chromosomen te scheiden tijdens de celdeling. Microtubuli zijn ook verantwoordelijk voor de flagellen van eukaryotische cellen (prokaryotische flagellen zijn volledig anders).
Bepaalde motoreiwitten zoals kinesine en dyneïne kunnen over microtubuli "lopen". De benodigde energie hiervoor wordt verkregen door middel van ATP-hydrolyse. Deze motoreiwitten zijn in staat om bepaalde vracht te verslepen, zoals vesikels en zelfs bepaalde organellen.

## Microtubuli in de geneeskunde
Bepaalde middelen die gebruikt worden voor het bestrijden van kanker (cytostatica), waaronder paclitaxel of taxol en vinblastine ontlenen hun werkzaamheid aan hun effect op het microtubuliskelet.
- Taxol is bekend als een "microtubule stabilizing agent", en zorgt er dus voor dat alle microtubuli in een cel gestabiliseerd worden, hierdoor kan een cel niet meer delen.
- Vinblastine is een "microtubule destabilizing agent". Deze stof zorgt ervoor dat alle microtubuli uiteenvallen. Hierdoor kunnen cellen ook niet meer delen.